# Légion de gendarmerie à cheval de Burgos
La légion de gendarmerie à cheval de Burgos est une unité de gendarmerie montée constituée par décret en novembre 1810. Elle se distingue particulièrement lors de la guerre d'indépendance espagnole, notamment lors du combat de Villodrigo en 1812. L'évacuation de la péninsule par les troupes françaises en 1813 entraîne cependant la dissolution de l'unité.

## Organisation
Le 13 novembre 1810, Napoléon institue par décret la formation d'une légion de gendarmerie à cheval à Burgos, qui prend acte un mois plus tard. L'unité est divisée en six escadrons comprenant chacun 132 officiers, sous-officiers et gendarmes, pour un effectif total théorique de 792 cavaliers,. Elle reçoit pour commandant le chef d'escadron Jean-Alexis Béteille — qui devient par la suite colonel en 1811 —, avec pour adjoint les chefs d'escadron Géry, Bourgeois et le capitaine Allain. Les six escadrons sont commandés respectivement par Béteille, Géry, Noirot, Bourgeois, Allain et Caudel.
En 1811, la légion est officiellement renommée en 1re légion de gendarmerie d'Espagne.

## Guerre d'Espagne
Sitôt formés, les gendarmes à cheval sont assignés à la surveillance de la région de Castille où ils s'assurent du versement des impôts par la population espagnole. Ils prennent également une part active à la répression de la guérilla et subissent de nombreuses pertes au cours des combats livrés en montagne contre les insurgés. La légion fait parfois fonction d'escorte à des militaires tels que Bessières ou Dorsenne.

### Villodrigo
Le 23 octobre 1812, quatre escadrons de la légion de Burgos commandés par Béteille, accompagnés des lanciers de Berg et d'un détachement du 15e chasseurs à cheval, rencontrent près de Villodrigo un corps de dragons anglais commandé par le général Anson et soutenu par cinq pièces d'artillerie. Les lanciers de Berg et une partie des chasseurs à cheval lance une première attaque qui ne rencontre pas de succès. Les gendarmes emmenés par Béteille s'élancent alors et, après une mêlée acharnée, dispersent les dragons en leur infligeant des pertes de 250 hommes tués ou blessés ainsi que 85 cavaliers restés aux mains des Français. Ces derniers déplorent seulement 7 tués et 134 blessés à l'issue des combats, parmi lesquels figurent le colonel Béteille ainsi que le chef d'escadron Bourgeois.

## Retour en France
La légion se mesure encore quelque temps en Espagne contre les guérilleros qui sont défaits régulièrement. Cependant, l'Empereur, après le dramatique bilan de la campagne de Russie, reconstitue et réorganise la Grande Armée afin de pouvoir prendre l'offensive en Allemagne. Il décide donc de rapatrier la légion de Burgos pour que les officiers de la gendarmerie encadrent les jeunes recrues. Arrivés à Paris avec 649 hommes à l'effectif, les gendarmes sont pour la plupart intégrés aux unités de cavalerie pour y faire office d'instructeurs. Les cavaliers restants dans la légion forment quant à eux deux compagnies d'environ 100 hommes commandées par le colonel Bourgeois et assurent la sécurité de la capitale.